# Nechvalín
Nechvalín (německy Nechwalin) je obec v okrese Hodonín v Jihomoravském kraji. Leží šest kilometrů severovýchodně od Kyjova. Žije zde 342 obyvatel.

## Historie
První písemná zmínka o obci pochází z roku 1261 (penes Nechwalin).

## Obyvatelstvo
| Rok            | 1869 | 1880 | 1890 | 1900 | 1910 | 1921 | 1930 | 1950 | 1961 | 1970 | 1980 | 1991 | 2001 | 2011 | 2021 |
| -------------- | ---- | ---- | ---- | ---- | ---- | ---- | ---- | ---- | ---- | ---- | ---- | ---- | ---- | ---- | ---- |
| Počet obyvatel | 482  | 490  | 518  | 543  | 551  | 536  | 606  | 526  | 476  | 432  | 373  | 313  | 324  | 342  | 323  |
| Počet domů     | 98   | 103  | 107  | 115  | 120  | 124  | 136  | 148  | 135  | 127  | 120  | 131  | 131  | 129  | 129  |

## Obecní správa

### Obecní symboly
Znak a vlajka byly obci uděleny rozhodnutím předsedy Poslanecké sněmovny Parlamentu České republiky dne 17. února 2006.

## Pamětihodnosti
- Kaple svaté Kateřiny z roku 1891
- Na jihozápadním okraji na ostrohu tvrziště s příkopem, pozůstatek středověké tvrze ze 14. století zpustlé za třicetileté války, archeologické naleziště.

## Tvrz
Tvrz postavena soudě podle podoby tvrziště již v 2. poloviny 13. století, zpustla zřejmě koncem 14. století, kdy Nechvalín získali páni z Lipé. Jako pustá doložena rokem 1530. Ve výrazné poloze jsou 2 pahorky obklopené valem a příkopem. Typické středověké tvrziště, výrazná dominanta.

## Osobnosti
- Václav Kostiha (1900–1942), farář ve Ždánicích, za ukrývání parašutisty Oldřicha Pechala popraven nacisty

## Galerie

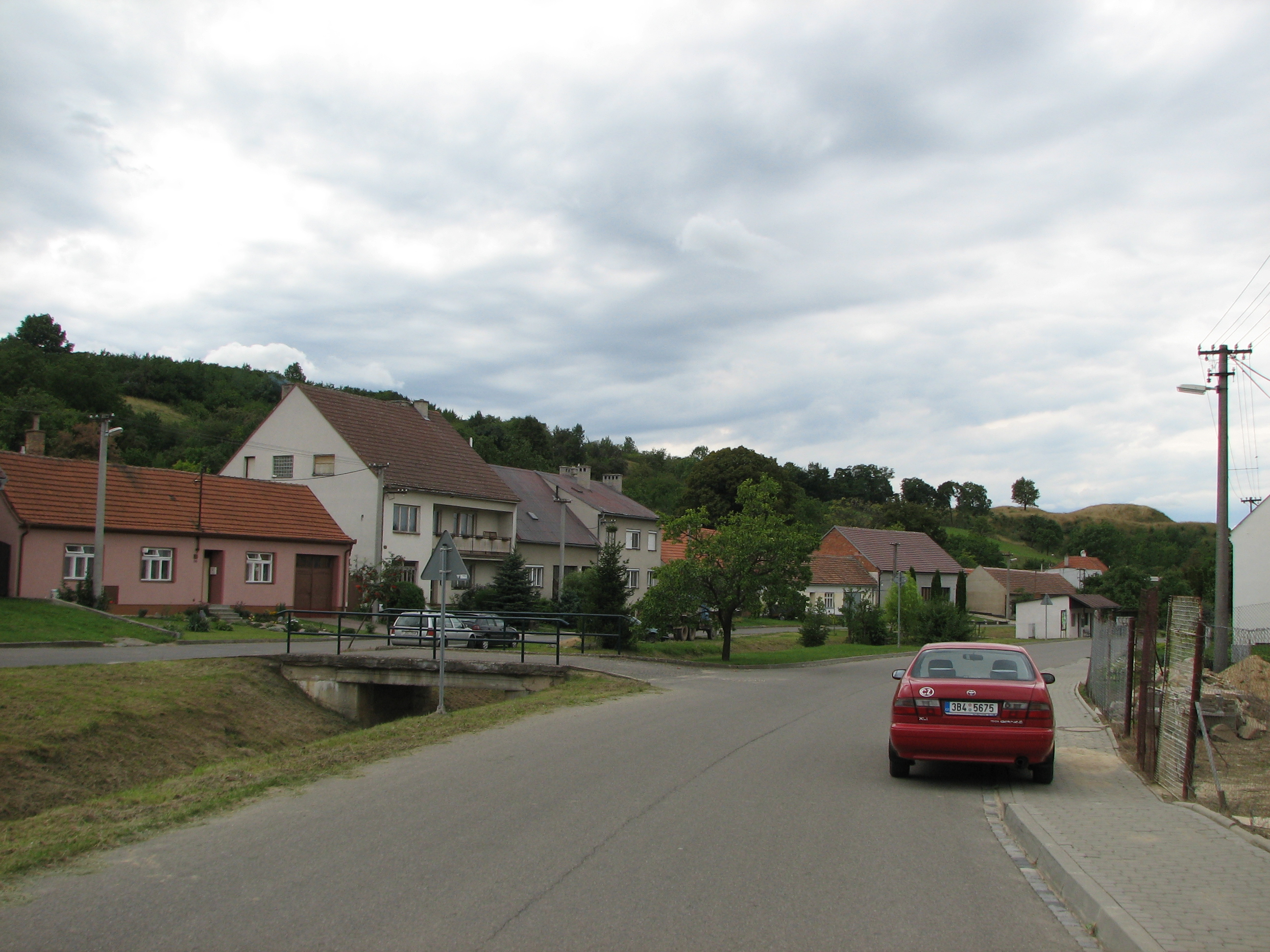
Náves
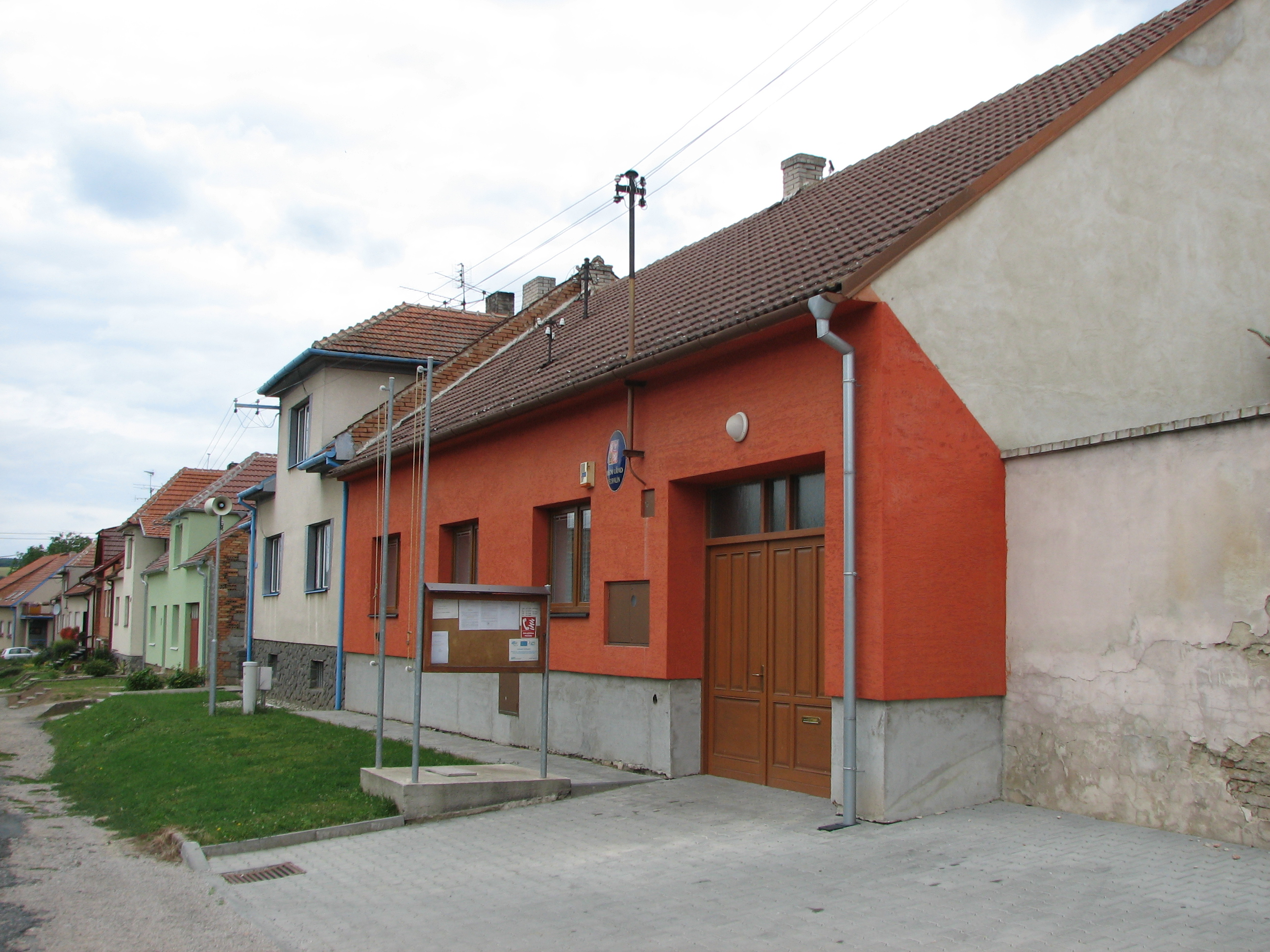
Obecní úřad
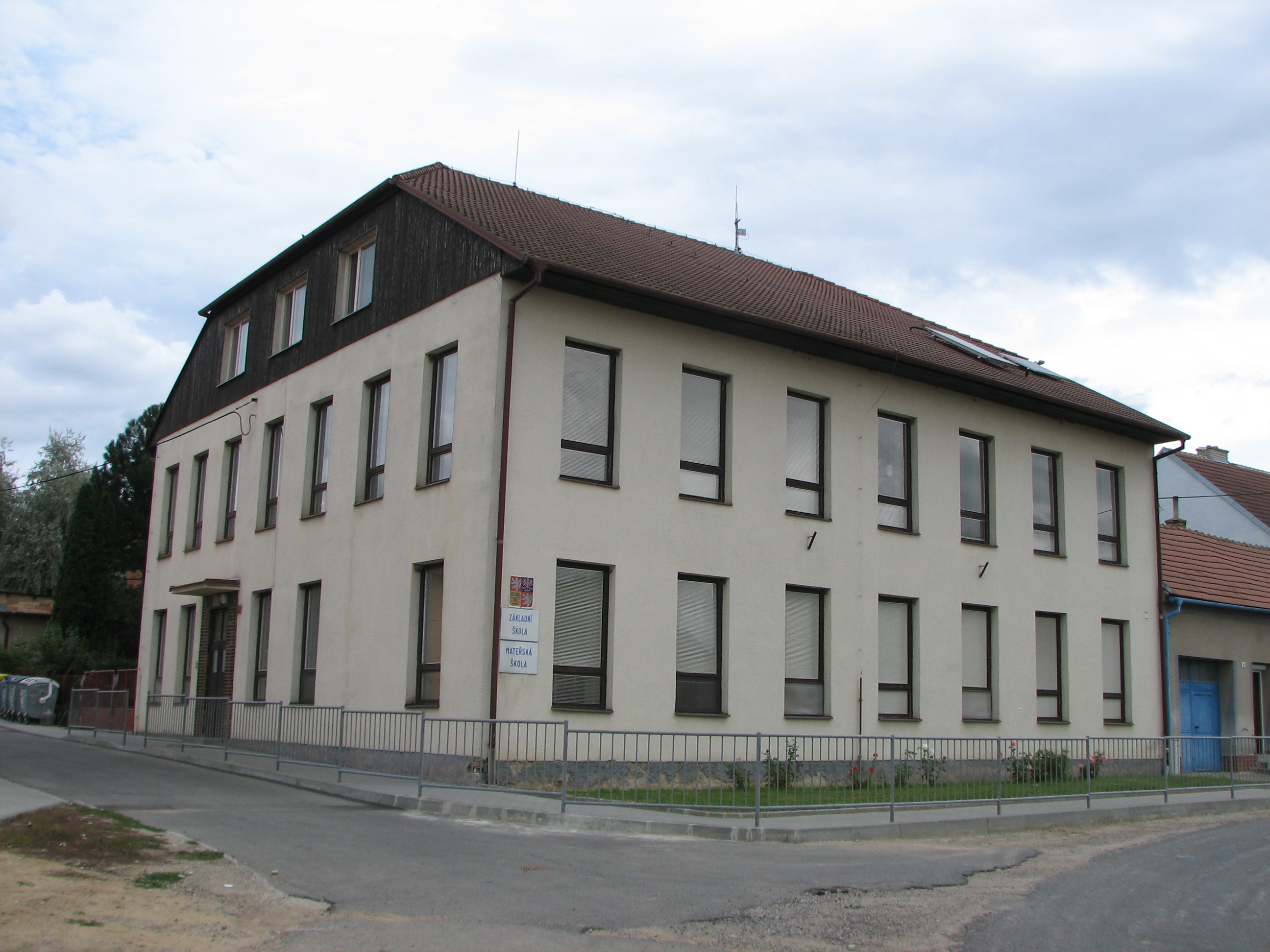
Základní škola
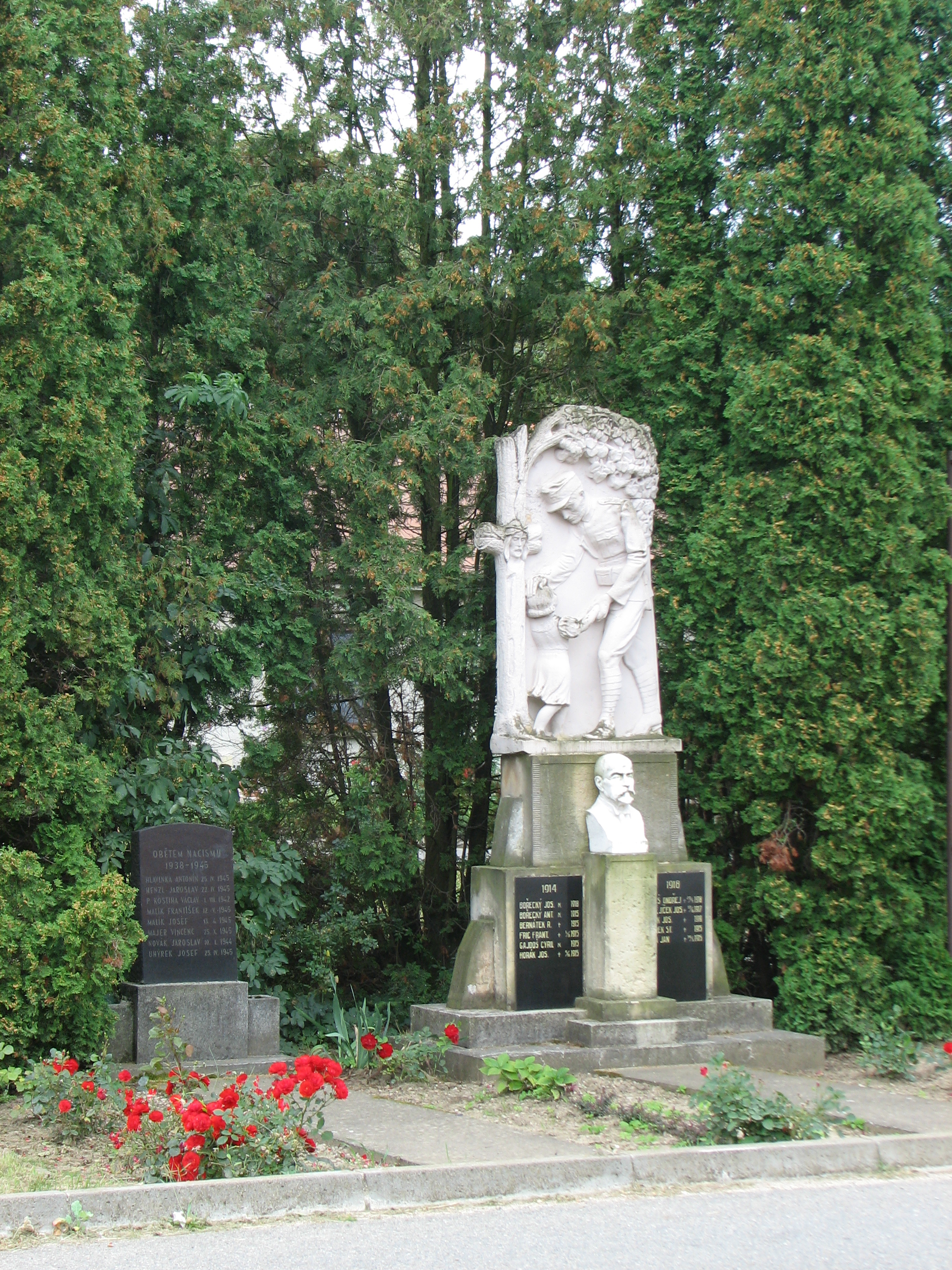
Pomník padlým v první světové válce
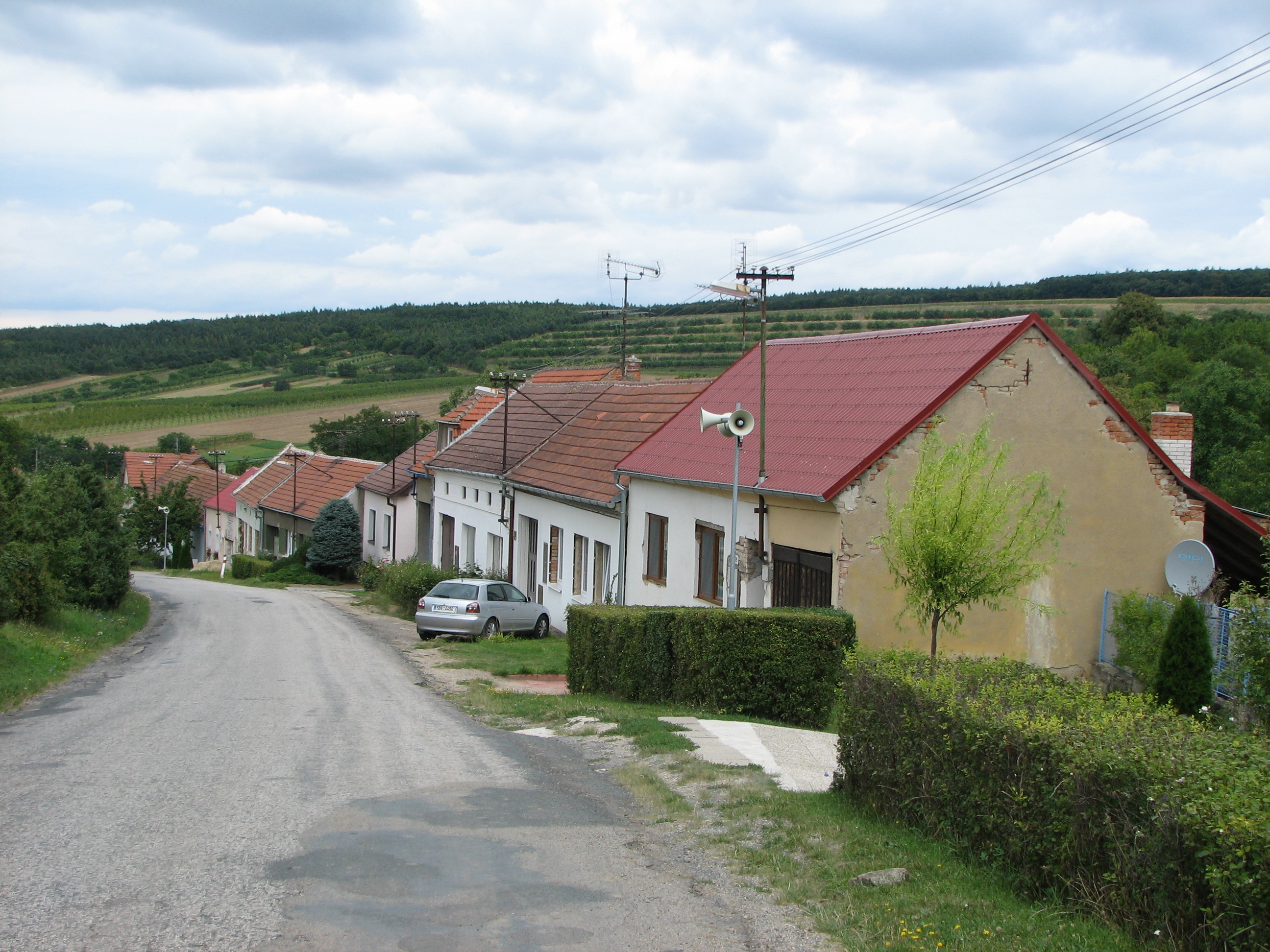
Ulice